# Gustav Detter
Gustav Detter (* 12. November 1986 in Malmö) ist ein ehemaliger schwedischer Squashspieler.

## Karriere
Gustav Detter spielte ab 2006 zwei Saisons auf der PSA World Tour. Seine höchste Platzierung in der Weltrangliste erreichte er mit Rang 306 im Juli 2006. Mit der schwedischen Nationalmannschaft nahm er 2007 an der Weltmeisterschaft teil, außerdem stand er im Kader bei mehreren Europameisterschaften. Bei seiner einzigen EM-Hauptfeldteilnahme 2007 besiegte er in der ersten Runde Jean-Michel Arcucci und schied im Achtelfinale gegen Peter Barker aus. 2011 wurde er schwedischer Landesmeister.

## Erfolge
- Schwedischer Meister: 2011